# Macul
Macul est une commune du Chili, située dans la province et la région métropolitaine de Santiago.

## Géographie

### Situation

Localisation de Macul (en rouge) au sein de l'agglomération de Santiago.

La commune s'étend sur 12,9 km2 dans la banlieue est de Santiago.

## Histoire
La commune est créée par un décret législatif du 9 mars 1981 par scission de celle de Ñuñoa mais n'entre en fonction qu'à la suite d'un décret du 10 juillet 1984.

## Population et société

### Démographie
En 2017, la population s'élevait à 116 534 habitants.

## Politique et administration
La commune est dirigée par un maire et huit conseillers élus pour un mandat de quatre ans. Les dernières élections ont eu lieu les 26 et 27 octobre 2024. Le siège de l'administration municipale est le palais Vásquez, construit de 1927 à 1931 dans un style néo-colonial.
| Période         | Période         | Identité                 | Étiquette | Qualité |
| --------------- | --------------- | ------------------------ | --------- | ------- |
| 1984            | 1986            | Lelia Moya Aránguiz      |           |         |
| 1987            | 1990            | Ramón Sotomayor Madsen   |           |         |
| 11 mars 1990    | 6 décembre 2016 | Sergio Puyol Carreño     | PDC       |         |
| 6 décembre 2016 | 6 décembre 2024 | Gonzalo Montoya Riquelme | Indép.    |         |
| 6 décembre 2024 | en fonction     | Eduardo Espinoza Gaete   | PRCh      |         |

## Transports
Macul est desservie par dix stations des lignes 4 et 5 du métro de Santiago, ainsi que par le réseau d'autobus Red de l'agglomération de Santiago.

## Sport et loisirs
La commune abrite le stade Monumental David Arellano où évolue le club Colo-Colo, ainsi que le centre d'entraînement Juan Pinto Durán de l'équipe du Chili de football.